# 紅拂女

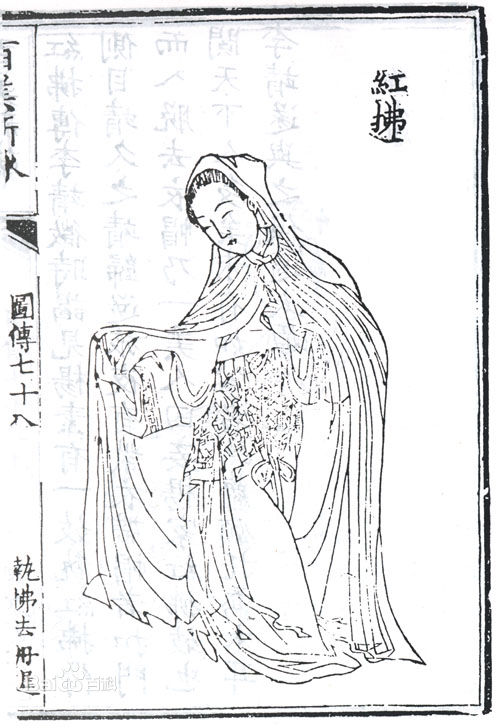
紅拂女

紅拂女，杜光庭所著唐人傳奇《虯髯客傳》的虛構人物，與李靖、虯髯客並稱為「風塵三俠」。

## 人物特点

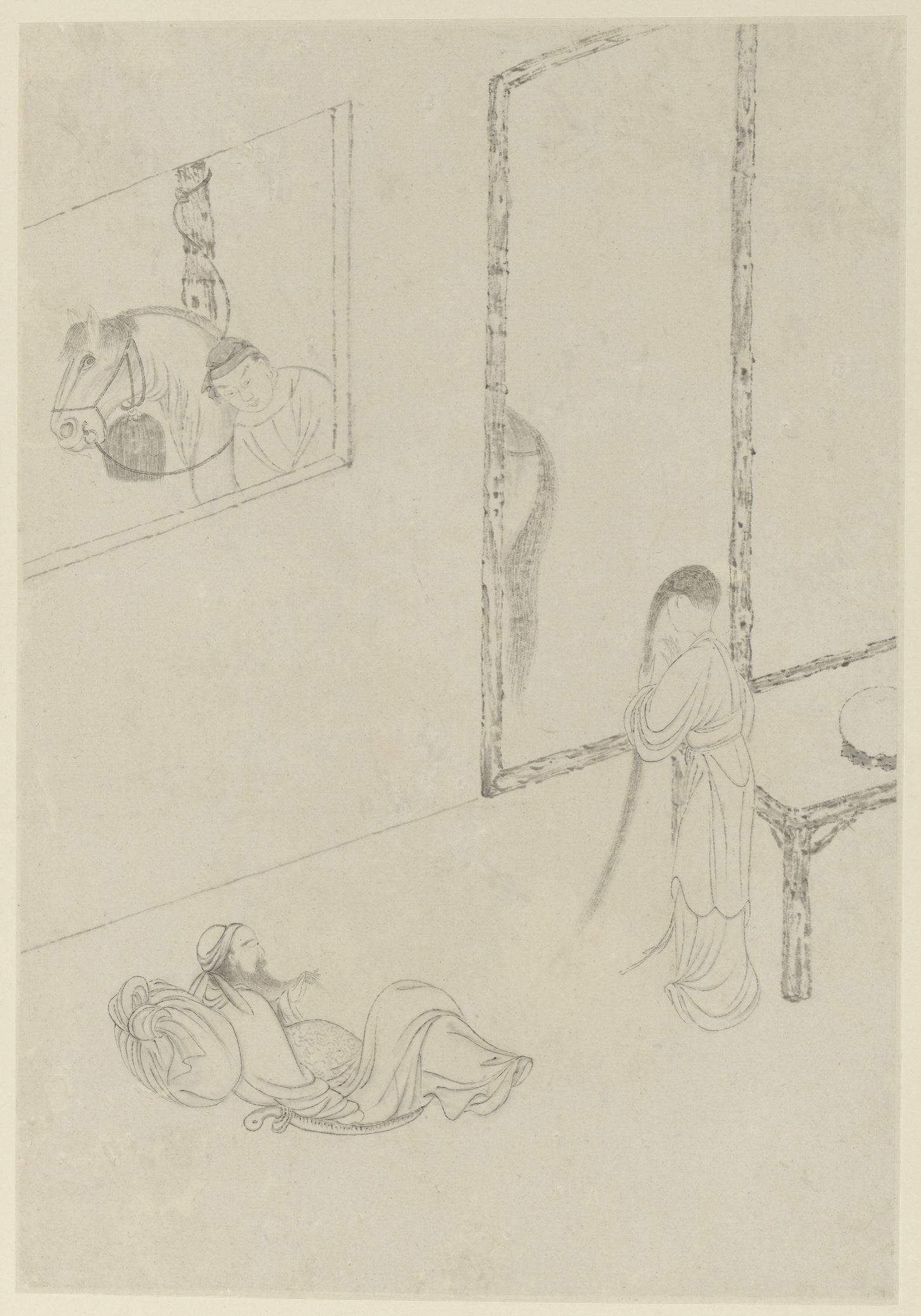
紅拂梳頭，清改琦繪

故事中，本姓張，排行第一，本為楊素府中的歌妓，因手持紅拂塵而得名。年輕貌美、機智果敢、風姿颯爽，慧眼視出李靖與虯髯客的不凡，嫁與李靖為妻，與虯髯客義結金蘭。
在李靖造訪楊素府後，當夜即投奔李靖，自稱「絲蘿非獨生，願托喬木」，與李靖私奔，結為夫婦。旋即虯髯客登場，側臥窺看紅拂女梳頭，紅拂女先與虯髯客結誼，並引丈夫與兄長相見，二人結為兄弟。最後虯髯客將家產悉數贈予李靖夫婦後，攜家眷離開，十幾年後，終於弒東南扶餘國君自立為王，完成大志，李靖夫婦灑酒遙賀。
紅拂女一直是中國古代奇女子的代表，清代《紅樓夢》中，作者曹雪芹借林黛玉之口，賦詩讚紅拂女：「長揖雄談態自殊，美人巨眼識窮途；尸居餘氣楊公幕，豈得羈縻女丈夫。」

## 相關詩作
歷代有些文人創作詩詞歌頌紅拂女，內容大多讚揚其“慧眼識英雄”：
- 長揖雄談態自殊，美人巨眼識窮途。
屍居餘氣楊公幕，豈得羈縻女丈夫？（曹雪芹《紅樓夢》五美吟）
- 逆旅門開夜正中，美人慧眼識英雄。
絲蘿喬木終身願，不附越公附衛公。（曾笑雲 紅拂敲戶）

## 延伸作品
電視劇《游龙惊凤》、《風塵三俠之紅拂女》均改編自《虯髯客傳》，以紅拂女為第一主角，分别由潘迎紫、舒淇主演。
黃易小說《大唐雙龍傳》中，紅拂女嫁给李靖，而在同名无线電視劇《大唐雙龍傳》中则由鄭敏主演。

## 圖集

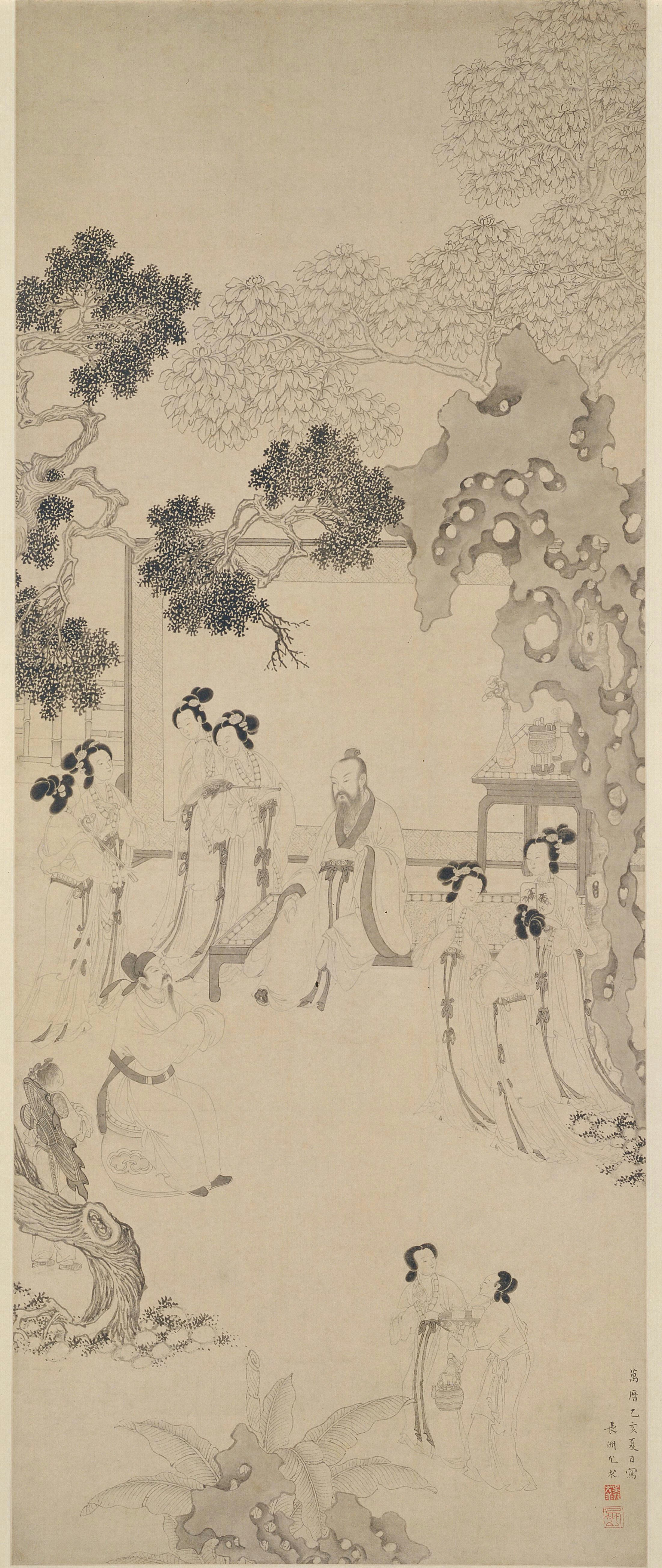
紅拂圖軸，明尤求繪
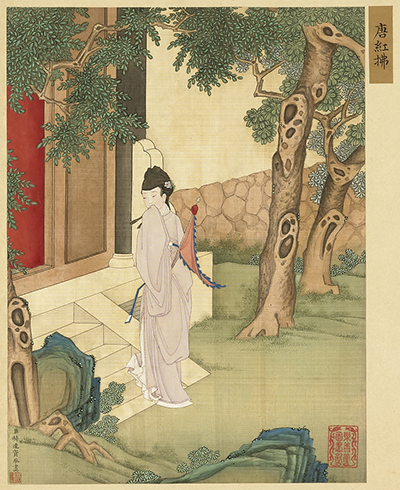
畫麗珠萃秀，唐紅拂
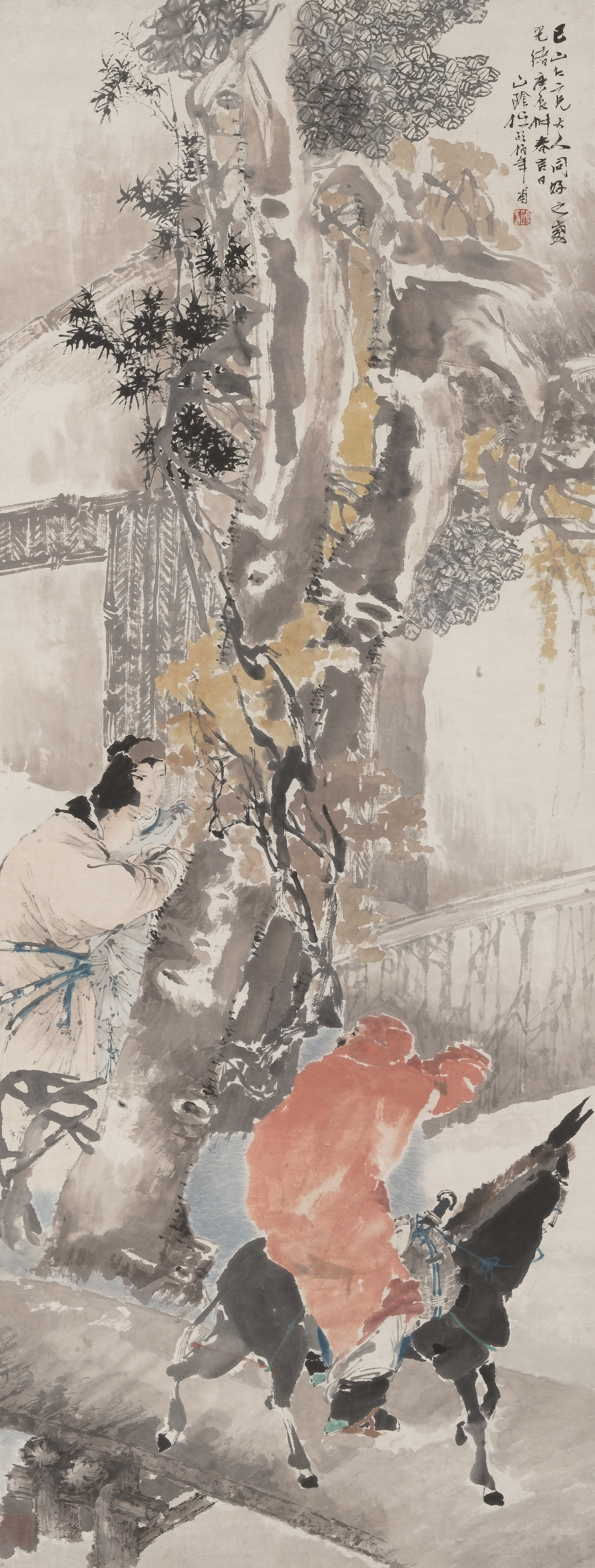
風塵三俠，任伯年繪